# آلن برچ (بازیکن فوتبال)
آلن برچ (انگلیسی: Alan Birch؛ زادهٔ ۱۲ اوت ۱۹۵۶) بازیکن فوتبال اهل بریتانیا است.
از باشگاه‌هایی که در آن بازی کرده‌است می‌توان به باشگاه فوتبال روترهام یونایتد، باشگاه فوتبال بارنزلی، باشگاه فوتبال استوک‌پورت کانتی، باشگاه فوتبال اسکانتورپ یونایتد، باشگاه فوتبال ولورهمپتون واندررز، باشگاه فوتبال چسترفیلد، و باشگاه فوتبال والسال اشاره کرد.